# Jázminos forradalom

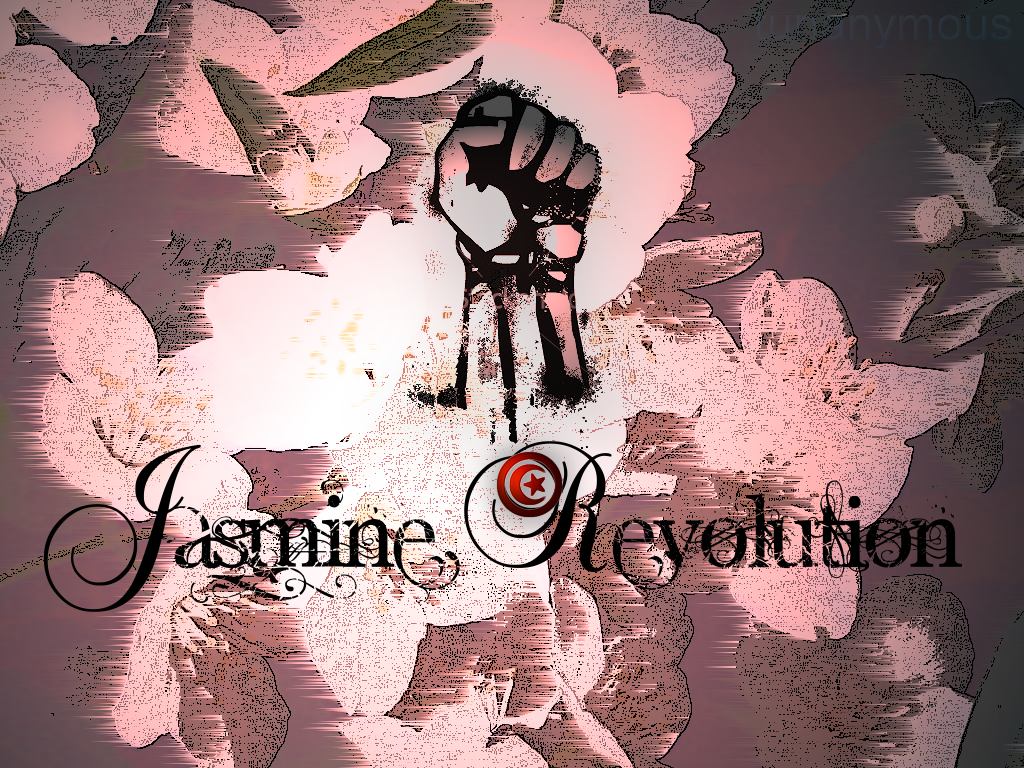
Jázminos forradalom

A jázminos forradalom egy erőszakos tüntetéssorozat volt Tunéziában. A folyamat az ország több városára is átterjedt, és a 23 éve hatalmon lévő Zín el-Ábidín ben Ali elnöki pozíciójáról való 2011. január 14-i lemondásához vezetett. A 2010 decemberében kezdődött tüntetésekhez hasonlóra három évtizede nem volt példa az országban. A tömegdemonstrációk közvetlen kiváltó oka egy zöldségeket és gyümölcsöket áruló boltos, Mohammed el-Búazízi öngyilkossága volt. A boltosnak nem volt meg a szükséges engedélye vállalkozásához, emiatt a rendőrség lefoglalta az autóját. Az eset miatti tiltakozásként utcára vonuló tömeg ellen a tunéziai rendfenntartók erőszakkal léptek fel, 338 ember halálát okozva, végül azonban a folytatódó tiltakozó akciók hatására Ben Ali kénytelen volt lemondani és Szaúd-Arábia területére menekült. Hatvan éve ez volt az első alkalom, hogy egy arab kormányzatot közvetlenül az utcai tüntetések hatására távolítottak el. A tunéziai forradalom egy láncreakciót indított el az arab világban, mely később Arab tavasz néven vált ismertté.

## A forradalom elnevezései
A tüntetéssorozatot leginkább a nyugati média nevezi jázminos forradalomnak, mely egy utalás az ország nemzeti virágára. Az arab világban leginkább a Szidi Búzid forradalom elnevezést használják az első tüntetések helyszíne után, míg Tunéziában méltóságos forradalomnak nevezik az eseményeket (arabul: ثورة الكرامة, hawrat al-Karāmah), annál is inkább, mivel Ben Ali uralma alatt az elnök 1987-es hatalomra kerülését is jázminos forradalomnak nevezte a hivatalos propaganda.
Júszef Szeddik filozófus véleménye szerint, az eseményeket nem célszerű jázminos forradalomnak nevezni, hiszen jelentőségük és hatásuk megközelíti a Bastille ostromáét.
Egyesek Ben Ali eltávolítását és családjának az országból történt kiűzését az új média hatására Twitter-forradalomnak vagy WikiLeaks-forradalomnak is nevezik.

## Előzmények

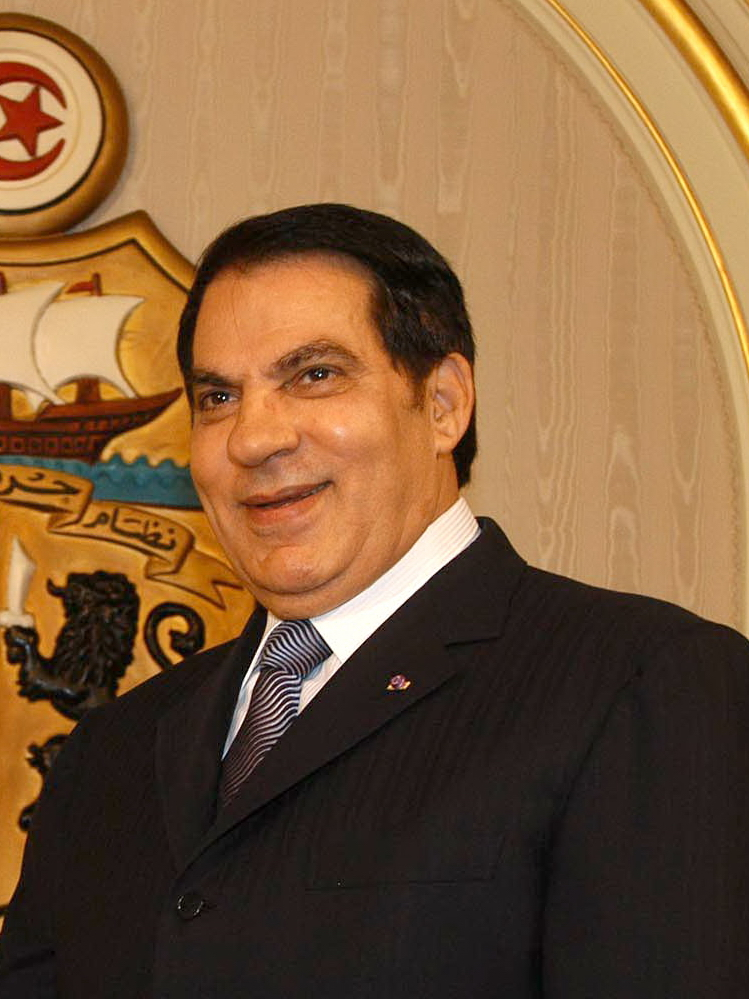
Ben Ali, Tunézia elnöke 1987 és 2011 között

Zín el-Ábidín ben Ali elnök 1987 óta volt Tunézia államfője, miután elődjét, Habib Burgibát egy alkotmányos cikkely ürügyén elmozdította a hatalomból. Uralma alatt az ország belpolitikai állapota meglehetősen stabil volt, a szomszédos államokhoz viszonyítva. A 2000-es évek elejére azonban ugrásszerűen megnőtt a munkanélküliség aránya, illetve virágzott a korrupció, továbbá komoly gondokat okozott a nem megfelelő közélelmezés és az alacsony életszínvonal. Ennek ellenére Ben Ali uralma alatt ritkák voltak a tiltakozó megmozdulások, főként annak köszönhetően, hogy a rezsim nagy erővel lépett fel ezek ellen és börtönbe zárták a rendszerellenes aktivistákat, ahogy az 2008-ban, Redejefben tüntető munkanélküliekkel is megtörtént.
A tüntetés közvetlen kiváltó oka a 26 éves Mohammed el-Búazízi öngyilkossága volt. Búazízi egy szegény szidi búzidi lakos volt, aki utcai árusításból kereste kenyerét. Már évek óta a rendőrök célpontja volt, akik többször is elkobozták a kocsit melyen árusított, különféle indokokkal. December 17-én reggel ismét lefoglalták kocsiját, arra hivatkozva, hogy nincsenek meg a szükséges engedélyei az utcai árusításhoz (Szidi Búzid állami hivatalának vezetője azonban később úgy nyilatkozott, hogy a tunéziai törvények értelmében az utcai árusításhoz semmilyen külön engedélyre nincs szükség.). Búazízit azonban leginkább egy 45 éves női önkormányzati tisztviselő alázta meg, aki pofon vágta, civakodott vele és elkobozta elektromos mérlegét.
Búazizi megkísérelt panaszt tenni a helyi önkormányzatnál, a kormányzó azonban nem volt hajlandó találkozni vele, így a fiatal árus még aznap felgyújtotta magát az önkormányzat épülete előtt. Azonnal kórházba szállították, ahogy a nemzetközi figyelem egyre inkább rá irányult, Ben Ali elnök is meglátogatta. Az orvosok azonban már nem tudták megmenteni életét, január 4-én belehalt sérüléseibe. Temetése jelentős tömegtüntetéssé alakult át, melyen megközelítőleg 5000 ember vett részt.
Az önégetés hatására december 18-án Szidi Búzidban megrendezett tömegtüntetés szervezése szinte észrevétlenül zajlott, csak egyes közösségi oldalakon lehetett róla értesülni, például a Facebook-on vagy a YouTube-on. A résztvevők elmondásuk szerint elsősorban a munkanélküliség, a korrupció, a szólásszabadság hiánya, az élelmezési gondok és az alacsony életszínvonal miatt vonultak az utcákra.
A megmozdulásra annak ellenére került sor, hogy – mint ahogy erre a média is rámutatott – Tunézia Észak-Afrika egyik legstabilabb és leggazdagabb országa. Az Al Jazeera English azt is megjegyezte, hogy a világ azon részén a tunéziai tüntetők a leginkább szókimondóak. A Twitteren többféle, Búazízi módszerét támogató kiírás is megjelent. Az Al-Dzsazíra hírportál egyik szakértői véleménye szerint ez csak „a kétségbeesett tunéziai fiatalság öngyilkos tiltakozása volt”. A cikk arra is rámutatott, hogy a központi irányítás alatt álló Nemzeti Szolidaritási Alap és a Nemzeti Foglalkoztatási Alap egyre inkább a társadalomra hárította át a segélyezéssel kapcsolatos állami feladatokat. Egyszerű tunéziai állampolgárok próbálták saját anyagi lehetőségeikhez mérten az elővárosi viskónegyedek nyomorúságát enyhíteni, de a társadalmi feszültségek csökkenéséhez ez kevésnek bizonyult. Egyes értelmezések a tunéziai megmozdulásokat az arab országok társadalmaira egyaránt jellemző szegénység, munkanélküliség és politikai elnyomás „halálos kombinációjára” adott válaszként értékelték.
Glenn Greenwald amerikai újságíró és blogger szerint a tüntetők – ha csak részben is – azért mentek az utcákra, hogy tiltakozásukat fejezzék ki az amerikai diplomáciai táviratok WikiLeaks által nyilvánosságra hozott tartalma kapcsán. A Tunéziával foglalkozó dokumentumok részletesen tárgyalják az amerikai támogatású tunéziai családok fényűzését.

## Tüntetések

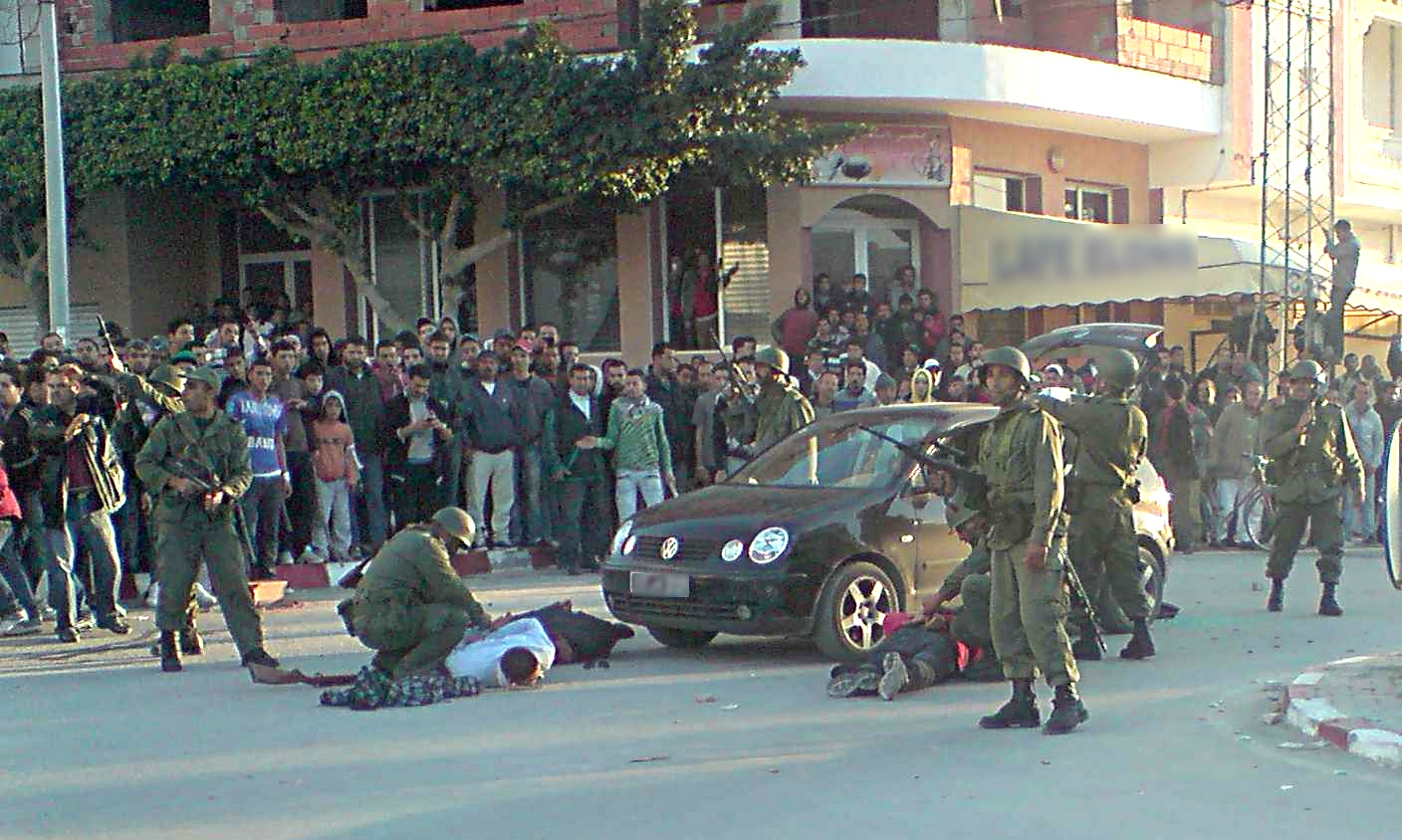
Katonák tüntetőket tartóztatnak le

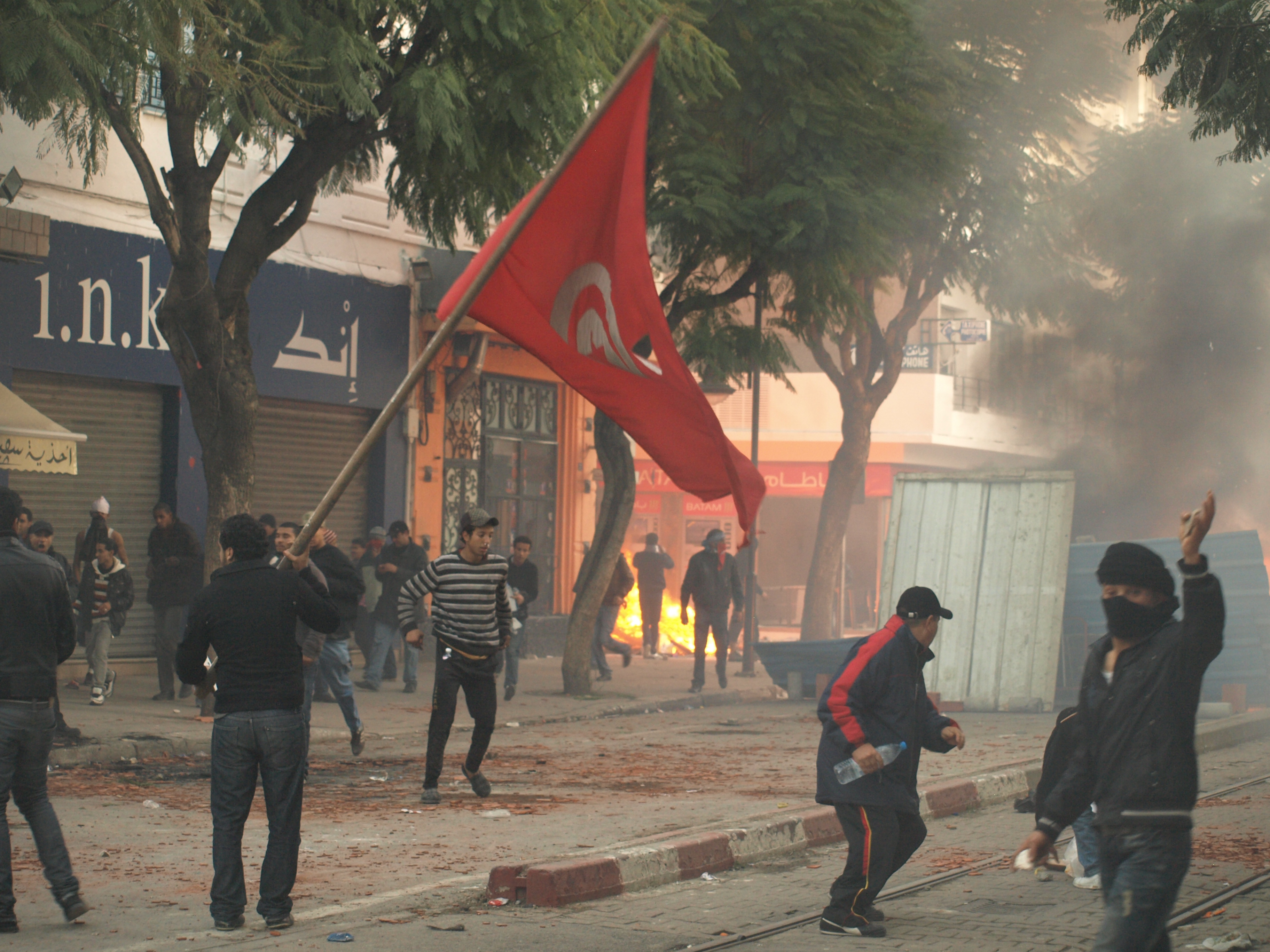
Barikádok és lángok

A szidi búzid-i tüntetők december 18-án a kormányzati regionális iroda előtt gyűltek össze, és a Mohamed Búazizivel szemben tanúsított bánásmód ellen tiltakoztak. A jelentések szerint a rendőrök a több száz fős tüntető tömeg feloszlatásához könnygázt vetettek be. A tunéziai média csak szűk körben foglalkozhatott az eseményekkel. December 19-én a rendőrség nagyobb létszámmal jelent meg a város utcáin.
Mohammed Búzazizi tettével számos követőre talált. December 22-én Lasin Nadzsi, az egyik tüntető az „éhség és a munkanélküliség okozta kihívásokra" válaszolva, felmászott egy villanypóznára, ahol halálos áramütés érte. Egy másik tüntető, Ramzi el-Abbudi azért választotta az öngyilkosságot, mert problémái akadtak a szolidaritási alapon az országában működő mikrohitel visszafizetésével. Meg nem erősített hírek szerint El Hammában, december 30-án is öngyilkosságot kísérelt meg egy ember. December 24-én Búziane-ben egy rendőr véletlenül mellkason lőtte a 24 éves Mohammed Ammarit. A hét folyamán több más tüntető is megsebesült az országszerte tartott tiltakozó akciókban, egyikük december 30-án bele is halt korábban szerzett sérüléseibe. A rendőrök - állításuk szerint - önvédelemből lőttek a tüntetőkre. Az erőszakos tömegoszlatások hatására a hatóságok kijárási tilalmat vezettek be.
December végére a tüntetések már Tuniszt, az ország fővárosát is elérték. December 27-én egy nagyjából ezer fős szimpátiatüntetést tartottak Szidi Búzid lakosaival, valamint szólamaikban a munkanélküliség arányának csökkentését is követelték. A független szakszervezetek által indított megmozdulást a biztonsági szervek megakadályozták. Ezzel párhuzamosan tüntetések zajlottak Szúszában, Szfakszban és Meknassziben is. December 28-ra a Tunéziai Szakszervezetek Szövetsége megmozdulást hirdetett Gafszába, a biztonsági erők azonban ezt is csírájában elfojtották. Ezzel egy időben mintegy 300 ügyvéd tartott demonstrációt Tuniszban a kormányzati palota előtt.
December 30-án a rendőrség békés eszközökkel oszlatott szét egy tüntetést Monasztirben. Szbikhában és Csebbában egy be nem jelentett demonstrációt oszlattak szét a rendfenntartók. A Tunéziai Ügyvédi Kamara felhívására az ügyvédei is gyűléseket és tüntetéseket szerveztek Tuniszban és több más nagyvárosban. Ennek oka Moktar Trifi, a Tunéziai Emberi Jogi Liga (LTDH) elnöke szerint, hogy: „az ügyvédeket Tunézia szerte kegyetlenül ütlegelték.”
Január 3-án Thalában a munkanélküliség és a magas megélhetési költségek ellen indított tiltakozások összecsapásokba torkollottak. Itt nagyjából 250, többségében hallgatókból álló csoport tartott szimpátiatüntetést a szidi búzidiak mellett. A rendőrség könnygáz bevetésével oszlatta szét a tüntetést. Az egyik gránát a helyi mecsetbe csapódott. Erre a tüntetők autógumik meggyújtásával válaszoltak, valamint megtámadták az Alkotmányos Demokrácia Mozgalom helyi irodáját.
Néhány tüntető azt próbálta elérni, hogy a kormány szüntesse be az online tartalmak cenzúrázását. A tunéziai hatóságok állítólag adathalászatba kezdtek. Így akarják kordában tartani a felhasználói fiókokat, és ezen keresztül ellenőrzik az internetes kritikákat. Az állami és a nem állami kézben lévő honlapokat is feltörték.
Az ügyvédi kamara egyik szóvivője szerint január 6-án a 8000 fős tunéziai ügyvédi kar 95%-a az utcákra vonult. „A tiltakozásnak az a nyilvánvaló üzenete, hogy nem fogadjuk el az ügyvédeket ért igazságtalan vádakat. Felemeljük a szavunkat az elmúlt pár napban történt ügyvédverések ellen.” A jelentések szerint másnap a tanárok is csatlakoztak a megmozdulásokhoz.
Január 11-én Tunisz egyik munkásnegyedében, Ettadem-Mnihlában a tüntetés zavargássá fajult, házakat fosztogattak, gumikat égettek, buszokra adtak le lövéseket és két autót is felgyújtottak. A rendőrség kénytelen volt feloszlatni a tömeget. A jelentések szerint a tüntetők a következőt skandálták: „Nem félünk, nem félünk, nem félünk, csak Istentől.” A zavargások hatására a katonaságot is készenléti állapotba helyezték és az utcákra vezényeltek.
Január 12-én az olasz állami televízió, a RAI riporterének állítása szerint őt és operatőrét egy Tunisz központjában tartott tüntetésen a rendőrök megverték, majd a hivatalnokok elkobozták az operatőr kameráját. A tüntetők és a rendőrök közötti összetűzés miatt a fővárosban éjszakai kijárási tilalmat rendeltek el.
A Hizb ut-Tahrir iszlamista mozgalom a január 14-i pénteki ima után tüntetést szervezett, amellyel – legfőbb célját – egy iszlám kalifátus létrejöttét szerette volna elérni. Másnap újabb tüntetést szerveztek, melynek célja az Április 9. börtön elfoglalása és az ottani politikai foglyok kiszabadítása volt.[forrás?]
Szintén január 14-én Lucas Dolegát, az Európai Sajtófotósok Szervezetének dolgozó egyik fényképészt fejen találta egy könnygáz palack. Sérülésébe két nappal később belehalt.

## Letartóztatások
A jelentések szerint több blogger és a rendszerellenes dalairól ismert Hamada Ben Aún (El Général) rapénekes is rácsok mögé került a tüntetések kezdeti szakaszában. El Général letartóztatása után azonban jelentős tömegdemonstrációk kezdődtek kiszabadítására, majd amikor erre a nemzetközi média is felfigyelt, a hatóságok szabadlábra helyezték a rappert.
A Riporterek Határok Nélkül szervezet legalább hat olyan bloggerről és aktivistáról szerzett tudomást, akik börtönbe kerültek vagy egyszerűen eltűntek. A Tunéziai Kalóz Párt aktivistáit – Slah Eddine-t, (a később szabadlábra helyezett, majd a sportért és a fiatalságért felelős államtitkárrá kinevezett)) Slim Amamut és Aziz Amamit eltüntették a nyilvánosság elől.
Hamma Hammámit, a betiltott Tunéziai Munkás Kommunista Néppárt vezetőjét, Ben Ali egyik meghatározó kritikusát január 12-én letartóztatták, de két nap múlva szabadon engedték.

## Belföldi politikai visszhang
Ben Ali a nemzeti televízió műsorában bejelentette, hogy nem fogja módosítani az alkotmányt. Az egészre azért volt szüksége, mert a jelenlegi alkotmány alapján kora miatt hatalmát csak 2014-ig gyakorolhatja.

## Ben Ali elnök lemondása

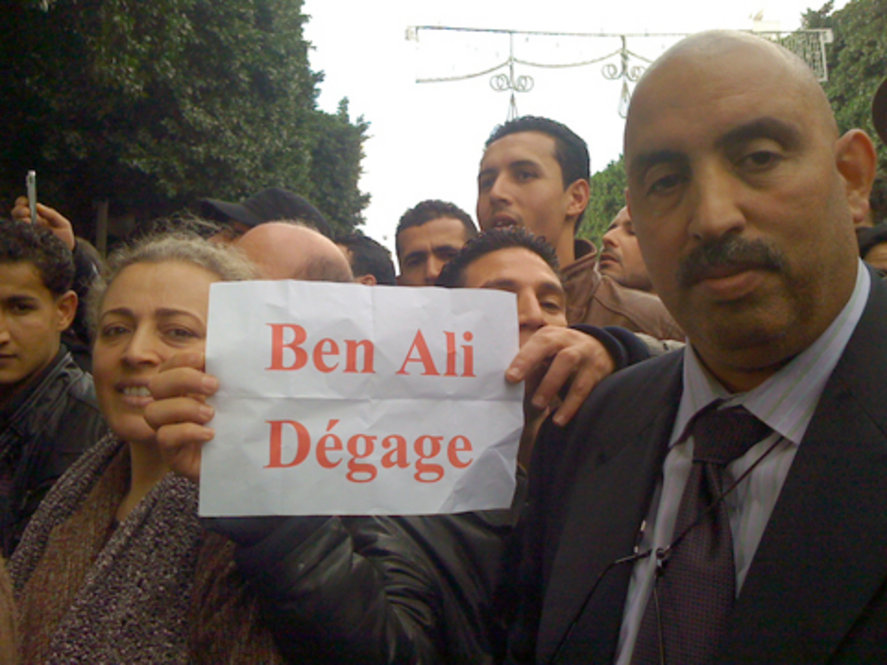
Ben Ali dégage - Ben Ali távozz

Január 14-én Ben Ali elnök feloszlatta a tunéziai kormányt, és vészhelyzetet hirdetett. A közeli alkalmazottak szerint erre a Tuniszban elharapózó tüntetések résztvevői miatt van szükség. Ezenkívül elrendelték, hogy háromnál több ember nem tömörülhet, különben a rendőrség a résztvevőket letartóztathatja, a menekülőkre pedig szabadon lehet lőni. Ezenkívül hat hónapon belülre választásokat írt ki. Ben Ali lemondása és az azt követő események előtt még sosem volt arra példa, hogy egy arab országban tüntetéssel el lehessen távolítani az ország vezetőjét. A France 24 jelentése szerint a reptereket a katonaság vette ellenőrzés alá, és lezárták az ország légterét.[forrás?]
Ugyanazon a napon Ben Ali elrepült az országból. Miután a franciák megtagadták, hogy a gép az ő földjükön szálljon le, líbiai segítséggel Máltán keresztül továbbrepült, és Szaúd-Arábiában, Dzsiddában szállt le. Az alkotmány 56. szakaszában leírtak szerint Mohammed Gannúsi lett az ország ideiglenes elnöke. Lépését többen is így értékelték:
|  | „az alkotmány manipulálása. Csak a házelnöknek van ahhoz joga, hogy legitim [ügyvezető] kormányt alakítson. Ez is csak 45 napig működhet, utána választásokat [kell] kiírniuk. [A házelnök] felelős a választások zavartalan és tisztességes lebonyolításáért. Gannúsi ugyanahhoz a korrupt politikai elithez tartozik, mint Ben Ali. Semmi új nincs abban, ami ma történt. Csak csűrik, csavarják a dolgokat.” |
|  | |

A szaúdi nyilatkozatok arra utalnak, hogy Ben Alit azért fogadták be, hogy csökkentsék a feszültséget Tunéziában, és nem azért, mert szimpatizálnának vele. (Hisz hosszú ideig küzdött az iszlámisták tunéziai jelenléte ellen.)
Január 15-én a tunéziai televízió bejelentette, hogy Ben Ali hivatalosan is lemondott a hatalomról, és Gannúsi átengedte a hatalmat a parlament elnökének, Fuád Mebazának. Az új államfő már első nap megígérte, hogy két hónapon belül új választást fog kiírni. Erre azután került sor, hogy Tunézia Alkotmánybíróságának elnöke, Fethi Abdennadher bejelentette, hogy Ben Ali megbízatása megszűnt, és mivel Gannúsi nem töltheti be az elnöki tisztet, Mebazának 60 napja van arra, hogy kiírja az új választásokat. Mebaza úgy vélekedett, az országnak az lenne az érdeke, hogy nemzeti egységkormány jöjjön létre. Ennek hírére az elnöki palotánál heves tűzpárbaj robbant ki a tunéziai hadsereg és az elmenekült elnökhöz hű tüntetők között.
Yadh Ben Achour vezetésével bizottságot hoztak létre, melynek az volt a feladata, hogy kidolgozza az alkotmány és a törvények szükséges módosítását. Az ellenzék felszólította a hatalmon lévőket, hogy a választásokat hat vagy hét hónappal később nemzetközi felügyelet mellett bonyolítsák le.
A január 17-én bejelentett egységkormánynak 12 képviselője az RCD tagja, és mellettük dolgozik még a három ellenzéki párt elnöke (Mustafa Ben Jaafar a Szabadsás és Munka Unió, Ahmed Ibrahim az Ettajdid Mozgalom és Ahmed Najib Chebbi a Haladó Demokrácia Párt vezetője), a Tunéziai Szakszervezetek három delegáltja és a civil szervezetek képviselői. [forrás?]
A Times of Malta értesülései szerint van három olyan népszerű mozgalom, mely nem kapott helyet a kormányban. Ezek a betiltott iszlamista Ellenállás Párt, a kommuista Tunéziai Kommunista Munkáspárt és a Kongresszus a Demokráciáért szekuláris reformpárt; nem lehet még tudni, hogy ezeet a pártokat a jövőben is betiltják-e, vagy esetleg rögtön elismerik. Az Ellenállás Párt már kérelmezte, hogy vegyék nyilvántartásba.
2011. január 20-án a kormány az első ülése után bejelentette, hogy minden párt indulhat a választáson, és az összes politikai foglyot szabadon engedik.

### Tüntetés a volt kormánypárt ellen

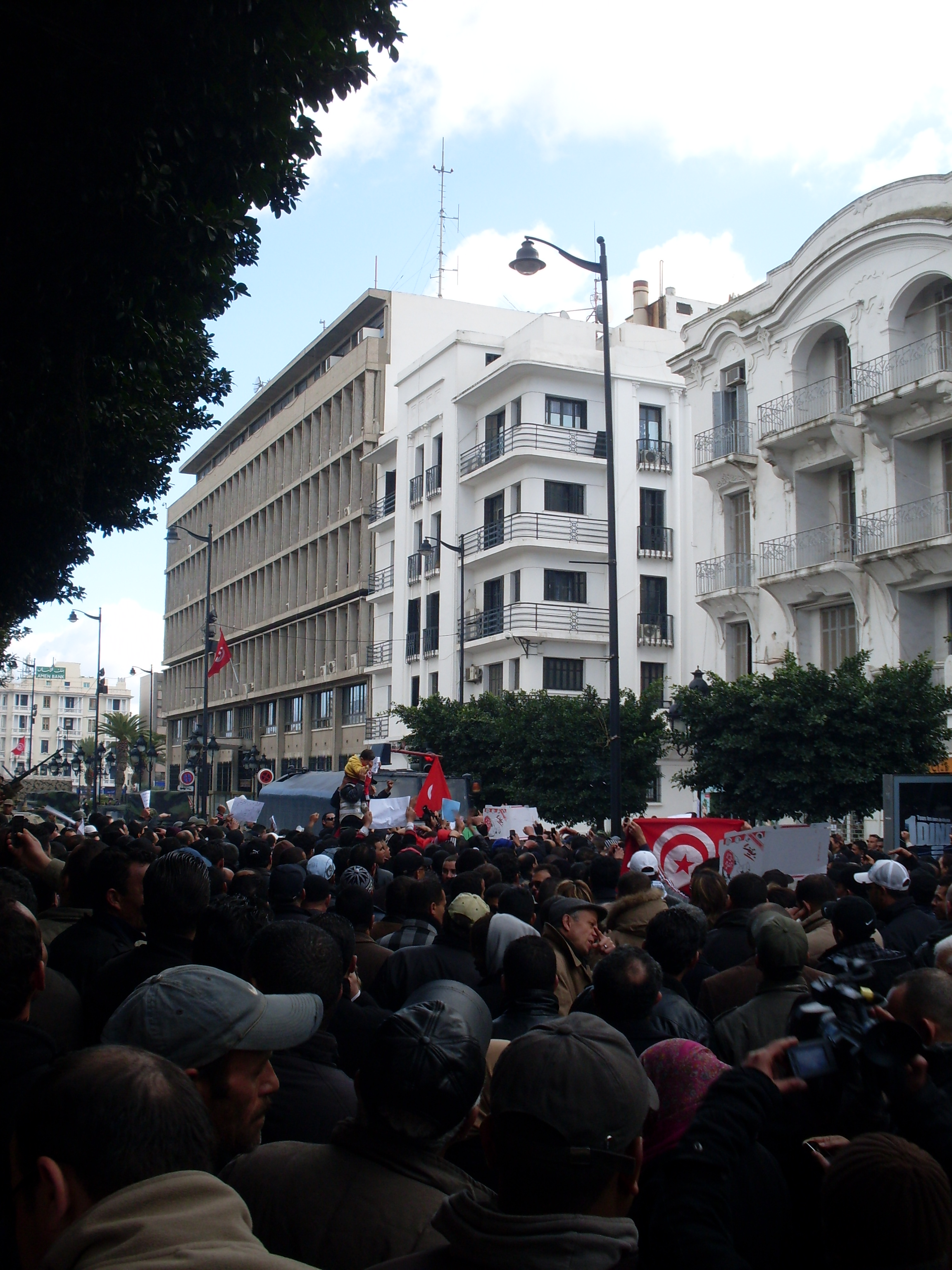
2011. január 22.

Január 17-től – az új kabinet összetételének bejelentésétől – az országon belül és a határokon túl is napi rendszerességgel tüntettek az RCD-nek a kormányban való részvétele ellen. Január 17-én több ezer tüntető vonult fel. Ekkor viszonylag békésen lezajlott a rendezvény, csak kisebb összetűzések alakultak ki a felvonulók és a biztonság erők között. Ben Ali támogatói még aznap szimpátiatüntetést tartottak. Másnap a Tunéziai Szakszervezetek küldöttei lemondtak miniszteri megbízatásukról. Legfőbb indokként az RCD kormányzati jelenlétét jelölték meg. Mustafa ben Jaafar sem foglalta el a pozícióját. Ezután az ideiglenes elnök és miniszterelnök is kilépett a pártból. Ezzel is a tüntetéseket akarták csillapítani. A miniszterelnök hozzátette, hogy kormánya tagjainak egytől egyig tiszta a keze.
Január 18-án több száz ember tüntetett Tunisz, Szfaksz, Kábesz, Bizerte, Szúsza és Monasztir utcáin. A megmozdulások másnap is folytatódtak. Legfőbb céljuk az volt, hogy Ben Ali egyetlen szövetségese se kapjon helyet az új kormányban. Több száz tüntető Tunisz belvárosában vonult fel, harmincan pedig a Belügyminisztérium előtt a kijárási tilalom ellenére ülősztrájkot tartottak. Január 20-án több száz ember tiltakozott Tuniszban az RCD székháza előtt. Ez több vidéki városban is lejátszódott. Január 21-én több ezren vettek részt a Belügyminisztérium előtt megszervezett tüntetésen.
Zouhair M'Dhaffer, a hivatali idő kitolásának lehetőségét biztosító 2002-es alkotmánymódosítás legfőbb kitervelője, Ben Ali közeli munkatársa, január 20-án kilépett a kormányból. A volt kormánypárt főtitkárát ugyanezen a napon váltották le.
Gannúsi január 22-én bejelentette, hogy szabad és átlátható választások után hat hónapon belül le fog mondani a pozíciójáról.
Január 23-án több ezer rendőr csatlakozott Tuniszban a tüntetőkhöz. Magasabb fizetést akartak, és azt, hogy ne azonosítsák őket a Ben Ali idején elkövetett politikai gyilkosságokkal.
A hadsereg vezetője, Rachid Ammar 2011. január 24-én bejelentette, hogy a tüntetők oldalán áll, és támogatja a forradalmat. Az a szóbeszéd terjedt el, hogy a kormány helyét egy bölcsek tanácsa veszi át.

## Következményei
Ben Ali távozása után tovább folytatódtak a zavargások és a fosztogatások. Ekkor a legfőbb ok a hadsereg állandó és kiterjedt tuniszi jelenléte volt. Az elkövetők kilétét még nem sikerült beazonosítani. A tunéziai hadsereg egyik magas rangú vezetője szerint a tettesek Ben Ali volt elnökhöz hű elkövetők lehettek. A főváros központi vasútállomását lángba borították. A tengerparti Mahdia börtönének vezetése 1000 fogva tartottat szabadon engedett, miután egy fogolylázadásban 5 ember meghalt.[forrás?]
Január 16-án Imed Trabelsit, Ben Ali feleségének unokatestvére egy két nappal korábbi szúrásban szerzett sérülésbe belehalt. Ő az első, aki Ben Ali tágabb családjából a tüntetések alatt az életét vesztette. Több más börtönből is megpróbáltak kitörni, vagy szélsőséges csoportok megpróbálták rábírni az őröket, hogy engedjék szabadon a rabokat. Több helyen sikerrel is jártak. A helyzet annyira elfajult, hogy az élelemből kifogyott tunéziaiak fegyverrel védték a házukat, egyesek pedig fegyveres őrszolgálatot is szerveztek. Az Al Jazeera tudósítója szerint egyszerre három fegyveres csoport volt az országban: az állítólag 250 000 fős rendőrség, a Belügyminisztérium biztonsági alakulatai és az ellenőrizetlen önkéntes fegyveresek, akik Ben Alit támogatták. Állítólag a tunéziai hadsereg sokat küzdött azért, hogy megőrizze a befolyását A géppuskatűz tovább folytatódott Tuniszban és Karthágóban, mivel a biztonsági erők nem tudják fenntartani a törvényes rendet.
A tüntetések leginkább kézzel fogható eredménye az internetes szabadság kivívása volt. A hozzászólókat megosztja az a kérdés, hogy az internet milyen mértékben járult hozzá Ben Ali elűzéséhez. Feloldották az olyan nemzetközi oldalak blokkolását, mint a Youtube és a Flickr. (A Facebook ennek ellenére a lakosság 20%-nak végig elérhető maradt.) A jelszavakat egy országszerte használt visszakódolóval ismerték meg., El lehetett érni a YouTube és a DailyMotion honlapjait is.
Sokan kritizálták a franciák hozzáállását a tüntetésekhez, mert az elején feltűnően hallgattak arról, hogy mi történik a volt gyarmatukon.

## Reakciók

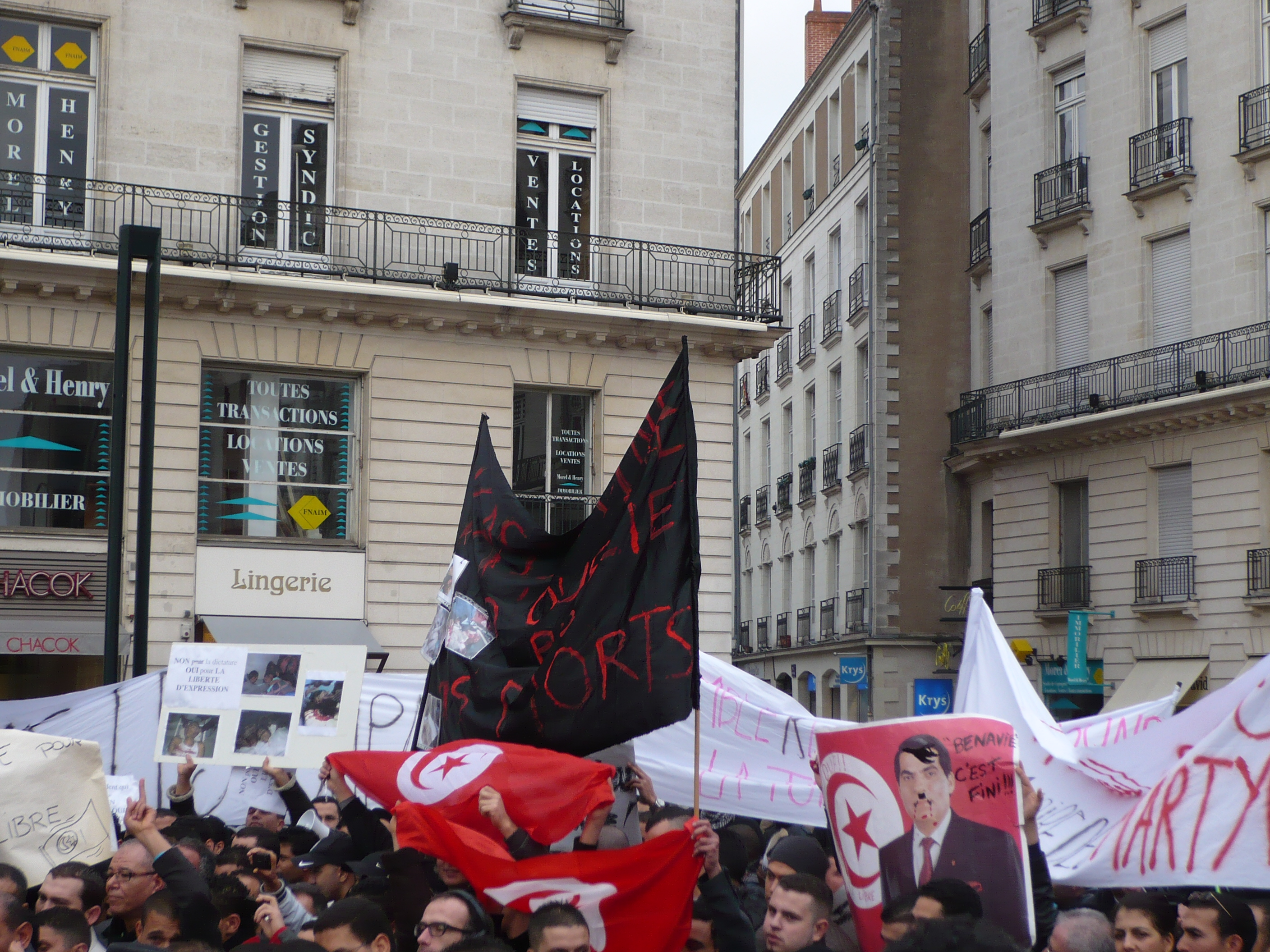
Szolidaritási tüntetés 2011. január 15-én a franciaországi Nantes-ban.

A TUNINDEX 3 egymást követő napon összesen 9,3%-ot veszített az értékéből. A kijárási tilalom elrendelése után az ország szuverén adóskockázata soha nem látott magasságokba emelkedett, így a részvények súlyozott értéke ismét csökkent 3,8%-kal.
Az al-Káida terroristacsoport észak-afrikai szárnya egy 2011. január 13-i videóüzenetében a tunéziai és az algériai kormány ellen fellépő tüntetők támogatására szólított fel. Katonai támogatást és segítséget ígértek a „korrupt, bűnöző és elnyomó” kormány megbuktatását célul kitűző tüntetőket. Ugyanakkor azt mondták, senki se fogadjon szót a tunéziai kormánynak, és meg kell tenni mindent Abdelaziz Bouteflikia algériai elnök leváltásáért is. A felvételen a szervezet helyi vezetője, Abu Musab Abdul Wadud szerepelt. Sürgette, hogy Tunéziában vezessék be az iszlám jogrendszert, a saríát. Az al-Káida támogatói ott voltak az algériai és tunéziai tüntetők között is. Ők Irakban és Izrael Gáza területén harcoltak már az amerikai seregek ellen.
A Francia Szocialista Párt első elnöke, Martine Aubry felszólította a francia kormányt, hogy bánjon szigorúbban a tunéziai kormánnyal. „Azt üzenem a tunéziai embereknek, hogy a Francia Szocialista Párt mindenben támogatja őket, és együtt érez velük. Arra kérjük a francia kormányt, hogy erős kézzel lépjen fel az elfogadhatatlan elnyomás ellen.” Nicolas Sarkozy véleménye szerint „csak a párbeszéd hozhatja el a jelenlegi válság tartós és békés megoldását”. Január 24-én a párizsi ügyészség bejelentette, hogy nyomozásokat kezdeményeznek Ben Ali franciaországi eszközei tekintetében.
Barack Obama amerikai elnök üdvözölte a tunéziaiak bátorságát és nemes jellemét. Minden felet arra kért fel, hogy tanúsítsanak önmérsékletet, és kerüljenek el bármiféle összetűzést. Ezenkívül a tunéziai kormányt felszólította, hogy tartsa tiszteletben az emberi jogokat, és tisztességes és szabad választásokat rendezzenek a jövőben.
Catherine Ashton, az Európai Unió külügyi és biztonságpolitikai főképviselője, valamint Stefan Fuele biztos közösen fejezték ki "megértésüket és támogatásukat a tunéziai nép és az ő demokratikus vágyaik irányába. A célt mindenképpen békés eszközökkel kell elérni." Minden felet arra szólított fel, hogy "mutassanak ellenállást, és a jövőbeni konfliktusok elkerülése végett maradjanak nyugodtak." Az EU emellett hangot adott "azon szándékának, miszerint mindent meg fog tenni annak érdekében, hogy minél tartósabb, demokratikus megoldást lehessen találni a folyamatban lévő válságra."
A marokkói külügyminisztérium közleményt adott ki, mely szerint szolidaritásukat fejezik ki a tunéziai nép iránt, és remélik, hogy hamarosan béke köszönt az országra.
Nyugat-Szahara kormánya külügyminiszterének, Mohamed Szalem Ould Szalek nyilatkozata alapján támogatja "a testvéri tunéziai nép szabad döntését. Nyugat-Szahara kormánya nagy érdeklődéssel figyeli a tunéziai friss fejleményeket." Ezeket az ország történelmének egyik új fejezeteként értékelte. “Az ország kormánya békét, biztonságot és stabilitást kíván a szabadságban, egyenlőségben fejlődő demokratikus baráti Tunéziának.”
William Hague külügyminiszter elítélte az erőszakot, és felszólította Tunézia kormányát, hogy "tegyenek meg mindent annak érdekében, hogy a helyzetet békésen lehessen rendezni," valamint hogy "tegyenek meg mindent annak érdekében, hogy a rend, a törvényesség visszatérjen az országba, és szabad, tisztességes választásokat lehessen tartani, valamint azonnal létre kell jönnie Tunéziában is a politikai szabadságjogoknak."
Pan Gimun, az ENSZ főtitkára úgy nyilatkozott, hogy "a politikai helyzet gyorsan változik, és minden érintett félnek mindent meg kell tennie annak érdekében, hogy létrejöjjön a párbeszéd, és a további veszteségek és összecsapások elkerülése cégett békésen rendezzék a nézeteltéréseket."
Ali Larijani, az iráni parlament elnöke arra biztatta Tunézia lakosait, hogy szerezzék vissza jogaikat. A nyugati államokra azt mondta, ők a legfőbb okai annak, hogy Tunéziában autokrácia alakult ki. Eközben pedig azt hangoztatják, hogy a nép mellett állnak.
Moammer Kadhafi líbiai elnök egyik televíziós beszédében becsmérelte Ben Ali elmozdítását. "Most nagyon sokat vesztettetek. Soha nem lesz Zinénél jobb vezetője az országnak. Tunézia népszerű turisztikai célpont volt. Most viszont hordák veszik át a terepet, akik csak fosztogatnak és gyújtogatnak majd. [A tunéziai helyzet] olyan káoszt vetít előre, melynek soha nem lesz vége."

### A média és a szakértők reakciói
Annak ellenére, hogy a nemzetközi média csak kis figyelmet szentelt az eseményeknek, és elszórtan tudósítottak róla, egyes kommentátorok ezt az időszakot Tunézia történetének meghatározó pillanatának tekintették. Brian Whitaker, a The Guardian cikkírója szerint a tüntetés elég éles ahhoz, hogy véget vessen Ben Ali elnökségének, és párhuzamot vont a Romániában 1989-ben történt eseményekkel, mikor Nicolae Ceaușescu uralmának szakadt vége. Steven Cook, a Council of Foreign Relations írója hozzáteszi, hogy a fordulópontot csak azután lehet egyértelműen meghatározni, hogy az bekövetkezett. Példának 2009–2010-es iráni választási tüntetést hozta fel. Ben Ali kormányzati politikájáról már régóta lehetett tudni, hogy súlyos gondok övezik. Elliot Abrams megjegyezte, hogy a tüntetők már 2010. végén is dacoltak a biztonsági erőkkel, és látszott, hogy a rezsim Ben Ali családjából számíthatott csak utódra.
Azt is rossz szemmel nézték, hogy a belföldi televízió nem tudósított az eseményekről. Főleg a nyugati média hallgatását azzal hasonlították össze, mennyire hangosak voltak az iráni tüntetők és a zöld mozgalmak megmozdulásai alkalmával, hogy mennyire ellenezték a kínai cenzúrát, míg Tunéziánál erről mélyen hallgattak. Az az Egyesült Államok, mely megtiltotta a legújabb technológiák Iránba szállítását, és felkérte a Twittert, hogy egy ideig tartsák vissza a frissítéseket, ekkoriban semmi hasonló lépésre nem szánta el magát Tunéziával kapcsolatban."

## Elemzések
Az Al Jazeera az elnök elűzéséről megjegyzi, hogy „a félelem üvegmennyezete örökre beomlott Tunéziában. Úgy tűnik, a Ben Ali 1987-es hatalomjutásakor a puccs alatt felállított rendőrállam is már a múlté”. Azonban hozzáteszi, hogy Ben Ali csak azután mondott le, miután kiadott közleményében úgy fogalmazott, hogy saját kísérete verte át. Akkor ez még nem tűnhetett őszinte bejelentésnek, mára azonban már biztos, hogy igazat mondott. A Le Monde kritizálta a francia elnök és az Európai Unió hallgatagságát, ami leginkább a tüntetés elején volt érzékelhető. A Christian Science Monitor szerint a forradalomban elvitathatatlan szerepet játszott a mobil kommunikáció.
Larbi Sadiki véleménye szerint „van egy olyan közkeletű feltevés, hogy minden arab terrorista az al-Káida és ennek különféle reinkarnációjának kötelékében van. Ezen kívül azonban vannak olyan rezsimek, – ilyen Tunézia és Algéria is – melyek saját maguk képeznek ki és fegyvereznek fel egységeket, hogy Oszama bin Láden ellen harcoljanak. Katonáit abból a több milliós tanult tömegből szerzik, akik a régi lakosságának túlnyomó többségét kiteszik. A bizonytalanságnak az arab világ nyugati szélén – a Magreb államokban – tomboló szele terjed keletre, Levante irányába. Mindenki vagy szabadságáért és kenyérért vagy a halálért kiált elkeseredetten.” Lamos Ardoninak az Al Jazeerában megjelent egyik hasonló op-edje szerint a tüntetők „lebontották a félelem és a szélre sodródás emelte falakat, és visszaállították az arabok abbéli hitét, hogy véget tudnak vetni a zsarnokoskodásnak, és el tudják érni a társadalmi igazságosságot.” Hozzátette, hogy az, ahogy a tüntetők átvették a hatalmat „mindenképp figyelmeztető jel kell hogy legyen. Akár van nemzetközi támogatása a vezetésnek, akár nincs. Semmiképp sincsenek beoltva az emberek dühkitörései ellen. Ennek ellenére a tunéziai változások lehet, hogy még csak ideiglenesek, és lehet, hogy a hatalomhoz minden áron ragaszkodó elit még megpróbálja visszaszerezni a hatalmát. A tüntetést „tunéziai intifádának” nevezte, ami „az arab világot válaszút elé állította”. Azt mondta, ha Tunéziában mindent elsöprően sikeres lesz a tüntetés, az „tágra tárja az ajtót az arab világ szabadsága előtt. Ha mégis megbukik a kísérlet, akkor a hatalmon lévők soha nem látott próbálkozásának leszünk szemtanúi, hogy miképp erősítik meg addig is abszolút hatalmukat. Akárhogy is lesz, egy biztos: Vége annak a korszaknak, hogy a gazdagság teljes összpontosítása mellett megfosztanak mindenféle szabadságtól.” Ehhez hasonlóan Mark LeVine is megjegyezte, hogy a tunéziai események tovaterjedhetnek az arab világban, mivel a megmozdulás „arra ösztönözte az embereket, hogy foglalják el az utcákat, és figyelmeztessék a beokozódott, önfejű vezetőiket, hogy ők is hamarosan hasonló helyzettel szembesülhetnek." Ezután az egyiptomi szimpátiatüntetést említette, ahol a tüntetők azt skandálták, hogy „Elég! Mi jövünk, mi jövünk! Ben Ali megmondta Hoszni Mubáraknak, hogy „ő lesz a következő!” Szerinte az arab bloggerek támogatják a tunéziai mozgalmat. „Most kezdődik az afrikai forradalom, az igazi antikapitalista forradalom”. Az al-Nahar egyik cikkére hivatkozott, mely egy „embertelen globalizációról” írt. Ez szerintük rá fog telepedni az arab világra. Bár még nacionalizmusból sem lehetett emberségessel találkozni. Ezután arról írtak, hogy Obama kettős mércét alkalmaz. Mikor Clinton a régióban volt, találkozott a politikai és civil élet vezetőivel, válaszolt egy, a tüntetőket érintő kérdésre. A következőket mondta: „Egy olyan új korszak köszönt ránk, melyben legyőzzük a szélsőséges erőket. Ehhez nem lesz szükség az afgán–pakisztáni határon lejátszódott véres jelenetekre.” Rámutatott Clintonnak a Katarban tett nyilatkozatára is, mely szerint azok a rezsimek, melyek alapja a homokba süllyed,” és valójában rászorulnak a reformokra. Az Egyesült Államok Afrikával és a muzulmán világgal foglalkozó külpolitikája nem engedhet meg, hogy egyes országok ne vegyenek tudomást a történelem egyre gyorsabban emelkedő görbéjéről." Clinton szavai szerint Európa és az USA azok a területek, melyeknek tiszta jövőképpel kell rendelkeznie. Szerinte két forgatókönyv létezik: vagy jobban leterjed az arab világban a demokrácia, vagy pedig az 1990-es évek elején Algériára jellemző állapotok alakulnak ki, melyek végül polgárháborúba torkollottak.
Robert Fisk azt a kérdést tette fel, hogy vajon: "Ez volt a diktatúrák korszakának a vége az arab világban?" Részben meg is válaszolta, mikor hozzátette, hogy az arab vezetők „a saját csizmájukban is remegnek." Arra is rámutatott, hogy a "despota" Ben Ali ugyanabba a városba akart menekülni, mint az elűzött Idi Amin. "A franciák, a németek és britek mindig azt kérték az uralmon lévő diktátoroktól, hogy legyenek Európa barátai, és ne nyújtsanak segítő jobbot az iszlamistáknak.” Rámutatott a Magreb országokban lezajlott demográfiai robbanásra, a fiatalok magas arányára, de hozzátette, hogy nem lehet tartós változásra számítani. "Attól tartok, megint a régi, jól ismert történet kezdődik elölről. Igen, támogatjuk, hogy demokrácia legyen Tunéziában. De azért ne olyan nagy. Emlékszünk, mennyire támogatták a ’90-es években Algéria demokratizálódását? És mikor úgy tűnt, hogy a szavazás második körében az iszlamisták szerzik meg a hatalmat, a katonai kormányzat mögé álltunk, és felfüggesztettük a választásokat. Ennek egy 150 000 halálos áldozatot követelő polgárháború lett az eredménye. Nem ez kell nekünk. Az arab világban jogokra, rendre és stabilitásra van szükségünk. […] Ha ez megtörténhetett abban a Tunéziában, amely népszerű turistacélpontnak számított, máshol miért ne történhetne meg?"
A telekommunikációs technológia, ezen belül különösen az internet egyre szélesebb körű használata a tüntetéseknek napjainkban a legfőbb katalizátora, ha ugyan nem az előidézője. A Threat Level, egy a Wiredhöz kapcsolódó blog így jellemzi a tunéziai hatóságok interaktív próbálkozásait, amivel ellenőrzés alatt akarták tartani a Twitterhez és a Facebookhoz hasonló online médiát. Ennek megfelelően a régió többi vezetése is készültségben van, és meg akarja akadályozni a túlcsordulási hatás következményeit. Simon R. B. Berdal ezt így fogalmazta meg:
Mivel a világszerte terebélyesedő internet egyre több és több csatlakozási pontot biztosít a virtuális fórumokhoz, ennek következtében új kapcsolatok és szerveződések alakulhatnak ki. Ezen belül megnyilvánulhat és felerősödhet a szólás hatalma. Így az eddigi nemzeti keretek megszűntek, és nemzetközi szinten kell vizsgálni a fejleményeket. Az internet megváltoztatja a megszokott centrum–periféria viszonyokat. A szokásos értelemben perifériának nevezett területek összekapcsolódhatnak, és egy „szuperperifériát" építhetnek fel. Ez egyszerre több centrumot is kötbe vesz és megostromol.”
Központok alatt itt olyan kormányokat vagy szervezeteket kell érteni, melyeknek más más irányból van hatása ugyanarra a közösségi döntésre. Itt a periféria olyan közszférára is utalhat, ahol a közvélemény formálásnak gyökerei húzódnak, és ahol meghozzák az ezt érintő legfontosabb döntéseket.

## Következmények

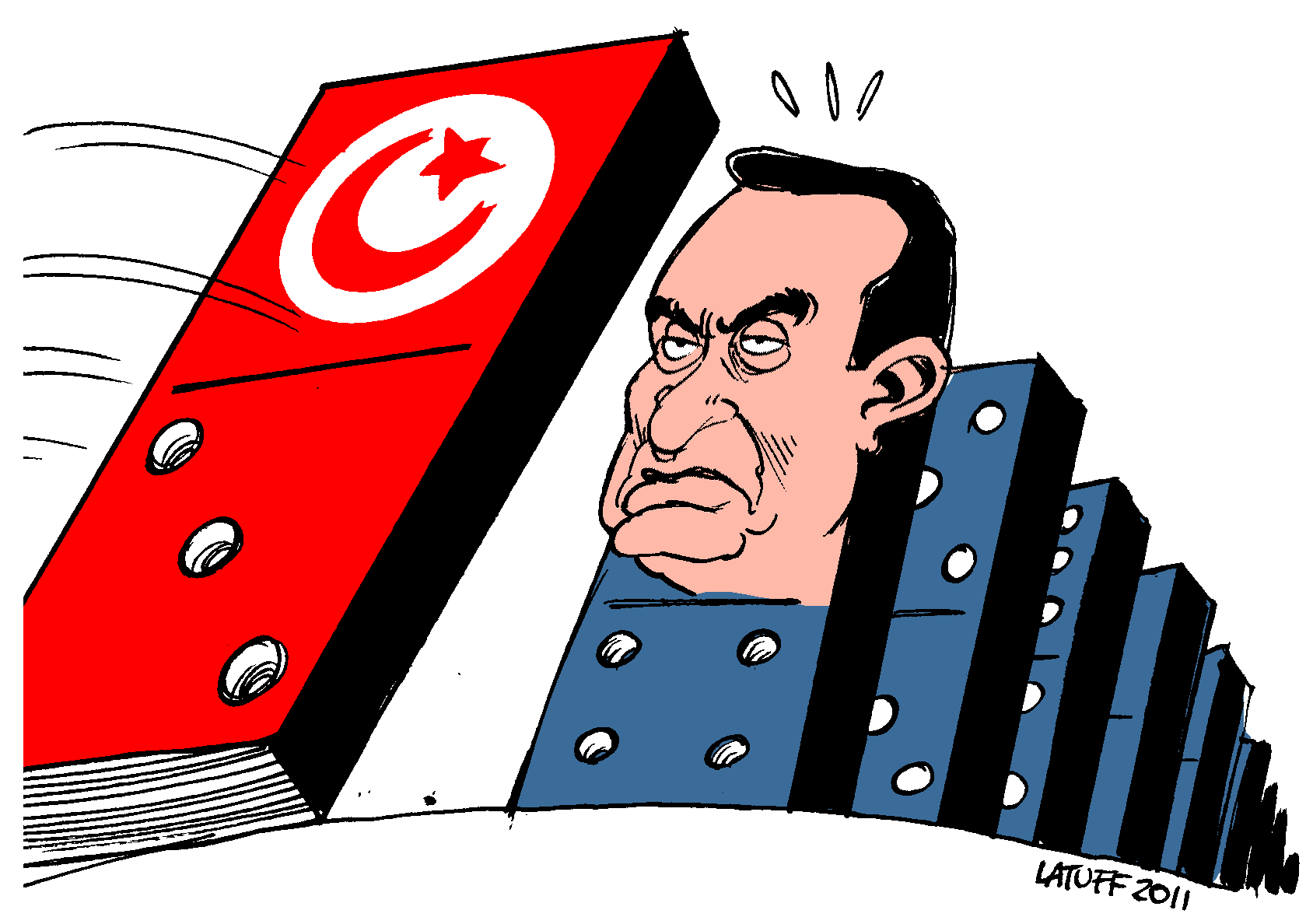
Carlos Lutoff karikatúrája az Arab tavasz dominóeffektusáról

Az arab világban sokan – köztük az országok vezetői is – nyugtalansággal figyelték a Tunéziában kialakult bizonytalan helyzetet..
Nemsokára továbbterjedt a forradalom több arab államra is.